# (289227) 2004 XY60
(289227) 2004 XY60 est un astéroïde Aton.

## Caractéristiques orbitales
Son orbite, qui a une excentricité de 0,797, l'emmène de 0,130 à 1,15 unité astronomique du Soleil.

## Caractéristiques physiques
Sa magnitude absolue est de 18,9.